# Stato Libero del Congo
Stato Libero del Congo (in francese État indépendant du Congo, in olandese Kongo-Vrijstaat) è il nome con cui venne definito il controverso regno privato di Leopoldo II del Belgio che comprendeva l'intera regione che oggi costituisce la Repubblica Democratica del Congo in Africa.
Leopoldo II pose le basi per il controllo militare, politico ed economico del paese fin dal 1877 e lo governò dal 1885 al 1908 con un regime dittatoriale basato sul terrore. Nel 1908 la pressione della stampa e dell'opinione pubblica al trapelare delle notizie sulle atrocità commesse nello Stato fecero sì che il Belgio proclamasse l'annessione ufficiale dello Stato e la fine delle persecuzioni nei confronti dei nativi; la colonia assunse in seguito il nome di Congo Belga.

## La costituzione

### Le politiche di Leopoldo II
Nel 1876, Leopoldo II del Belgio fondò, con la cooperazione di diversi esploratori dell'Africa e il supporto di alcuni governi europei, l'Association internationale africaine per la promozione dell'esplorazione e della colonizzazione dell'Africa.
L'anno successivo Henry M. Stanley fu inviato dall'Associazione nel Congo; qui, con una serie di trattati stipulati con i capi delle popolazioni indigene, si assicurò i diritti su una vasta area lungo il corso del fiume Congo, diritti rafforzati dall'installazione di alcune basi militari. Dopo il 1879 l'attività dell'Associazione passò sotto l'egida del Comité d'Etudes du Haut Congo, che in seguito divenne la International Association of the Congo, organizzazione che cercò di riunire i numerosi territori acquisiti in un unico Stato sovrano di cui chiedere il riconoscimento. Il 22 aprile del 1884, il governo degli Stati Uniti, avendo dichiarato legittimi i trattati di cessione dei capi locali, riconobbe la International Association of the Congo come stato sovrano e indipendente; seguì il riconoscimento da parte di Austria-Ungheria, Francia, Germania, Regno Unito, Italia, Paesi Bassi, Portogallo, Russia, Spagna, e Svezia. La conferenza internazionale sull'Africa, tenutasi a Berlino nel 1884-85, confermò lo status giuridico dello Stato Libero del Congo.

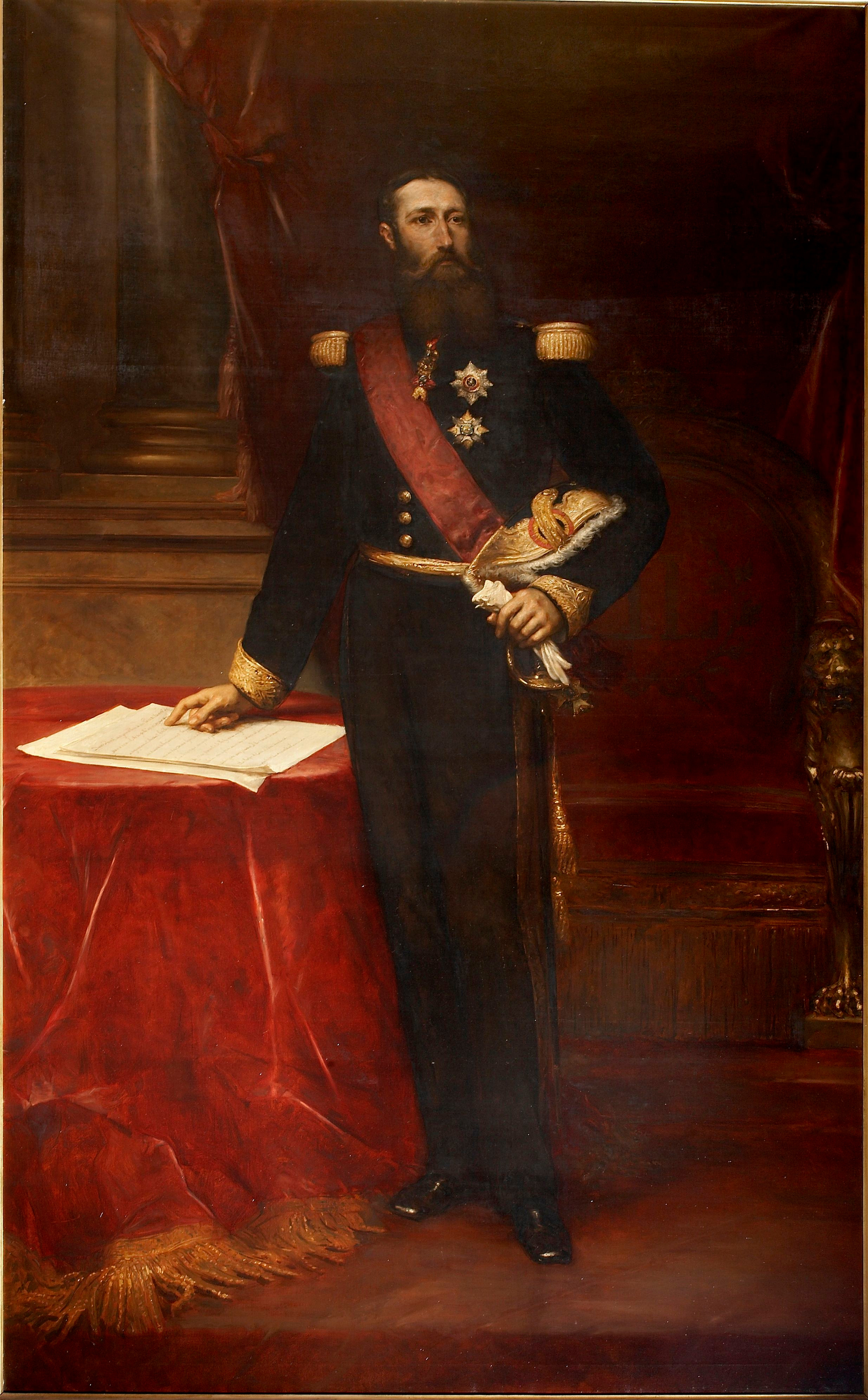
Leopoldo II, sovrano del Belgio e de facto proprietario dello Stato Libero del Congo dal 1885 al 1908

Leopoldo II conquistò la supremazia sul Congo con l'appoggio di gran parte della potenze europee. I profitti che ottenne dalla regione portarono ad un maggiore interesse per l'Africa e ad un aumento della competizione per accaparrarsi i suoi territori ed i francesi rivendicarono i territori a nord del Pool Stanley corrispondenti all'attuale Repubblica del Congo. Le altre potenze europee furono astutamente messe l'una contro l'altra da Leopoldo II che, in qualità di presidente dell'Association internationale africaine, riuscì a prendere parte alle negoziazioni fra i diversi stati.
- La Gran Bretagna non vedeva di buon occhio l'espansione francese; avrebbe inoltre potuto avanzare delle rivendicazioni sul Congo per via della spedizione del tenente Cameron, che nel 1873 ere entrato nella regione proveniente da Zanzibar per portare in patria le spoglie di Livingstone. Vi era però dello scetticismo di fronte alla prospettiva di dover gestire una nuova costosa e improduttiva colonia.
- Il Portogallo si ricordò all'improvviso di avere rivendicazioni molto più antiche, risalenti all'epoca della scoperta dell'estuario del Congo da parte di Diogo Cão e trascurate per secoli. Inizialmente cercò un accordo con la Francia, ma poi accettò l'offerta di appoggio da parte della Gran Bretagna, che chiedeva in cambio un accordo di libero scambio.
- La Germania di Bismarck aveva vasti possedimenti nella colonia dell'Africa Sud-Occidentale e non aveva particolari mire sul Congo; avrebbe però gradito vedere esclusi dalla regione i rivali francesi e britannici.

Leopoldo iniziò in Gran Bretagna una campagna a suo favore, diffuse la voce che avrebbe accordato, in cambio del controllo formale del Congo, uno status preferenziale alla Gran Bretagna e ai suoi commercianti (promessa accordata anche dal Portogallo) e tentò di offuscare la reputazione portoghese divulgando la cifra da record della tratta degli schiavi praticata dal paese. Nel contempo promise a Bismarck che non avrebbe praticato favoritismi nei confronti di alcuno Stato e che i commercianti tedeschi sarebbero stati benvenuti al pari di tutti gli altri.
Leopoldo offrì alla Francia l'appoggio dell'Association internationale africaine per garantire ai francesi il controllo delle terre affacciate sulla riva settentrionale del Congo, proponendo che, in caso di impossibilità da parte sua di mantenere il controllo del Congo, lo avrebbe ceduto alla Francia.
Come mossa finale inviò al Presidente degli Stati Uniti Chester A. Arthur le trascrizioni dei trattati "estorti" da Henry Morton Stanley ai vari capi locali del Congo, proponendo che l'Association, in quanto ente umanitario e totalmente disinteressato, venisse incaricata di amministrare il paese fino a quando le popolazioni locali sarebbero state in grado di governarsi in modo autonomo.

### La conferenza di Berlino
Nel novembre del 1884 Otto von Bismarck convocò a Berlino i rappresentanti di 14 stati per ricercare una soluzione pacifica alla crisi del Congo. Dopo mesi di negoziati, la conferenza si concluse con il trionfo di Leopoldo, che si vide assegnare 2.344.000 km² di territorio per costituire lo Stato Libero del Congo.
Tramite virtuosismi diplomatici Leopoldo fece sì che il Congo non venisse assegnato ad una delle sue organizzazioni filantropiche e nemmeno alla sua carica di sovrano, bensì semplicemente a lui stesso, alla sua persona. Divenne quindi reggente di una popolazione che Stanley stimò composta da 30 milioni di persone, priva di costituzione e senza alcuna forma di supervisione da parte di organismi internazionali.

## La politica coloniale

### La conquista e lo sfruttamento
Leopoldo, ottenuto il suo scopo, non aveva più bisogno della facciata dell'Association; la rimpiazzò quindi con un gruppo di funzionari belgi nominati da lui stesso. Inviò a Boma, scelta come capitale temporanea, un governatore generale e un capo della polizia. L'area del bacino del Congo fu divisa in 14 distretti amministrativi, a loro volta suddivisi in zone; queste furono divise in settori e questi ultimi in postazioni. A capo di ognuna di queste entità fu messo personale europeo, tra cui mercenari e avventurieri di ogni risma.
Negli anni successivi si posero tre problemi principali:
1. Al di là delle stazioni commerciali fondate da Stanley, lo Stato Libero del Congo era costituito da giungle inesplorate che non offrivano ritorni commerciali.
2. Cecil Rhodes, Primo ministro della colonia britannica del Capo (parte dell'attuale Sudafrica) iniziò una progressiva espansione verso nord, minacciando di occupare la parte meridionale del Congo, a dispetto di quanto stabilito nel trattato di Berlino e con la tacita connivenza di Londra.
3. Le bande di razziatori di schiavi di Tippu Tip dello Zanzibar stabilirono una solida presenza nel nord e nell'est del paese (l'attuale Uganda), dove riuscirono a creare uno Stato indipendente.

### Le politiche finanziarie e territoriali

Stemma dello Stato Libero del Congo

Leopoldo era uno degli uomini più ricchi dell'epoca; nonostante ciò ebbe ben presto delle difficoltà ad affrontare le spese del nuovo Stato. Istituì un regime coloniale brutale e volto alla massimizzazione dei profitti. La prima mossa fu l'introduzione del concetto delle cosiddette terres vacantes, cioè delle terre sulle quali non viveva alcun europeo. Dichiarò le terres vacantes proprietà dello Stato e incoraggiò il loro sfruttamento.
Successivamente lo Stato Libero fu diviso in due aree economiche. La zona di commercio libero venne aperta a commercianti di tutti gli stati europei, liberi di acquistare concessioni di monopolio di durata di 10 o 15 anni per qualunque risorsa di valore di un distretto, ad esempio avorio e gomma. L'altra zona, costituita dai due terzi del paese, divenne Domaine Privé, ovvero proprietà privata esclusiva dello Stato, a sua volta proprietà esclusiva di Leopoldo.
Il Congo divenne autosufficiente da un punto di vista finanziario, ma ciò non fu sufficiente per Leopoldo, che nel 1893 prese circa 259.000 km² dalla zona di commercio libero e li dichiarò Domaine de la Couronne, gestito con le stesse regole del Domaine Privé, fatta eccezione per il fatto che tutti i profitti andavano direttamente a Leopoldo in persona.
In seguito Leopoldo affrontò il secondo problema, l'espansionismo britannico nelle parti meridionali del bacino del Congo. Il distretto del Katanga, situato nell'alto corso del Congo, era dominato dal regno di M'Siri, il regno di Yeke, che aveva già avuto contatti con Rhodes. Leopoldo non si dette pena di negoziare ed inviò una spedizione militare a occupare la capitale del regno; M'Siri fu catturato, rifiutò di cedere la sovranità sul territorio e fu infine assassinato da un ufficiale dello Stato Libero.
La soluzione di breve periodo del terzo problema, la presenza dello schiavista Tippu Tip, fu un'alleanza. Leopoldo lo nominò governatore del distretto di Stanley Falls. Nel medio periodo la soluzione si rivelò poco conveniente: Tippu Tip si rivelò, infatti, un abile concorrente; ogni risorsa estratta da Tippu Tip era di fatto perduta da Leopoldo e la guerra divenne inevitabile.
Il combattimento fu condotto tramite l'uso di tribù rivali e fu di una ferocia inaudita; si protrasse fino al 1894, quando le mitragliatrici e l'artiglieria di Leopoldo ebbero il sopravvento sui moschetti delle armate di Tippu Tip.

## La repressione belga

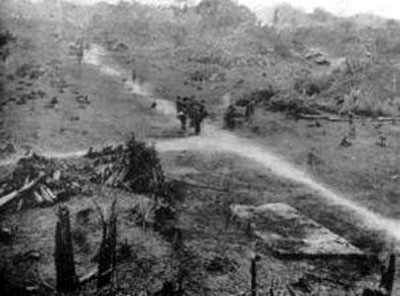
Un villaggio congolese viene evacuato e spianato (Baringa, Equateur) per farne una piantiagione di caucciù

Nel tempo aumentò la pressione affinché crescessero i profitti ricavati dal paese: agli ufficiali di distretto venne ridotto lo stipendio e integrato con delle commissioni basate sui profitti ricavati dalla loro area di competenza. In seguito alle forti critiche, questo sistema venne sostituito dalla cosiddetta allocation de retraite: una gran parte del pagamento era vincolata a fine mandato al giudizio da parte dei superiori sull'operato dell'ufficiale. In pratica non cambiò nulla. Alle comunità indigene nel Domaine Privé non solo era imposto per legge di vendere tutti i prodotti solo allo Stato, ma erano anche costrette a fornire quantità di avorio e caucciù agli ufficiali dello Stato ad un prezzo imposto dallo Stato, a fornire cibo per i funzionari locali e a fornire il 10% della popolazione come forza lavoro a tempo pieno e il 25% come forza lavoro a tempo parziale, di fatto schiavi, anche se il termine non era utilizzato.
La gomma, contrariamente a quanto avveniva in Brasile, non era ricavata dall'incisione degli alberi, ma dal taglio dei rampicanti della Cryptostegia grandiflora: dopo aver tagliato il rampicante, gli indigeni vi si rotolavano sopra e, una volta seccato e indurito, il caucciù veniva tolto (in modo piuttosto doloroso) dalla pelle. Nel tempo divenne sempre più difficile trovare piante, ma nonostante ciò le quote imposte aumentarono inesorabilmente.

## Le atrocità contro la popolazione
Per ottenere il raggiungimento delle quote fu costituita nel 1885 la Force Publique (FP), un'armata costituita per terrorizzare la popolazione. Gli ufficiali erano funzionari dello Stato, mentre la truppa era composta da membri delle tribù dell'alto corso del Congo. Equipaggiata con armi moderne e con la sjambok, la Force Publique soleva catturare e torturare ostaggi (soprattutto donne), bruciare i villaggi recalcitranti e, soprattutto, amputare gli arti superiori, che divennero una sorta di trofeo da mostrare agli ufficiali che, nel timore che i subordinati potessero sprecare munizioni per la caccia, chiedevano una mano umana per ogni proiettile sparato.

### Le mutilazioni

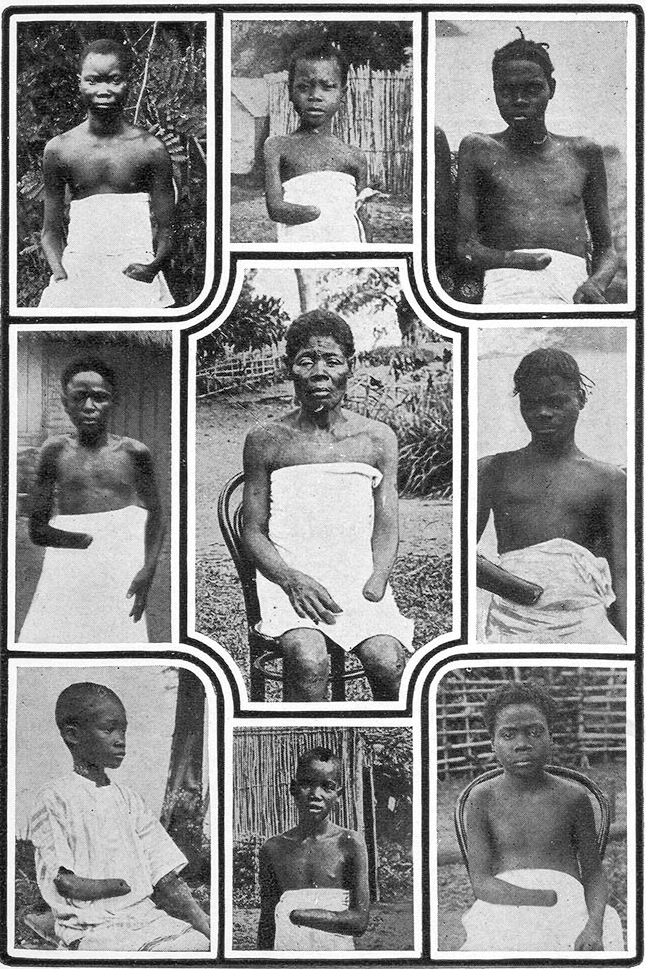
Bambini e mogli, i cui relativi padri o mariti non avevano raggiunto la quota di raccolta gomma, puniti con il taglio di entrambe le mani

I lavoratori che non riuscivano a raccogliere le quote richieste di gomma venivano spesso puniti con il taglio delle mani; per il mancato raggiungimento della propria quota di gomma raccolta c'era la pena di morte. Al contempo, alla Force Publique era richiesto di riportare le mani mutilate dai corpi delle loro vittime come prova dell'esecuzione (dato che si sospettava che le munizioni, importate a caro prezzo dall'Europa, venissero usate per uccidere gli animali e sfamarsi). Come conseguenza, le (mancate) quote di gomma erano pagate in mani umane, usate quindi come macabra moneta di scambio. A volte le mani venivano raccolte dai soldati della Force Publique, a volte dagli stessi villaggi: a ridosso del ritiro della gomma da parte dei belgi, quando in un villaggio ci si rendeva conto di non aver raggiunto la quota di gomma richiesta, si scatenavano guerre fratricide tra gli stessi villaggi congolesi per mietere vittime e staccare le loro mani per compensare così i mancati introiti.
Un ufficiale minore descrisse un raid in cui un villaggio era stato punito per aver protestato riferendo che un ufficiale di comando di pelle bianca "ci ordinò di tagliare le mani degli uomini e di appenderle sulle palizzate che circondavano il villaggio... e di impalare le donne e i bambini in forma di croce".
Fu una donna, una missionaria inglese del 1900, a denunciare, in realtà, tali atrocità: Alice Seeley Harris. Possedeva uno schiavo congolese che, un giorno, le portò la mano ed il piede amputato della figlia. La donna, sconvolta, scattò delle foto che fecero il giro del mondo. Fu l'informazione, tramite la fotografia, a fermare lo sfruttamento. Un missionario danese, dopo avere assistito per la prima volta ad un omicidio di un congolese, scrisse: "Il soldato mi disse 'Non se la prenda troppo a cuore, loro [i belgi] ci ammazzano se non portiamo loro la gomma. Il Commissario ci ha promesso che se avremo molte mani abbrevierà il nostro turno'".
Forbath descrisse le cose così:
In teoria ogni mano destra dimostrava una morte. In pratica i soldati spesso "truffavano", semplicemente tranciando la mano alla vittima e lasciandola al suo destino, viva o morta che fosse. Più di un sopravvissuto raccontò di essere sfuggito ad un massacro fingendosi morto, non muovendosi perfino mentre le sue mani venivano mutilate ed attendendo che i soldati se ne fossero andati prima di cercare aiuto.
In alcuni casi, in base alle mani consegnate, il servizio di ferma militare poteva essere "scontato"; in altre parole, i militari che portavano più mani rispetto agli altri ricevevano un'abbreviazione del servizio militare, cosa che condusse alla diffusione delle mutilazioni e di smembramenti.

### Il crollo demografico
Le stime del massacro variano notevolmente, ma il calo della popolazione tra l'inizio del regime coloniale e l'inizio del XX secolo fu consistente. Stime di osservatori dell'epoca e di studiosi attuali (il principale e più autorevole dei quali è Jan Vansina, professore emerito di storia e antropologia presso l'Università del Wisconsin), mostrano un dimezzamento della popolazione nel periodo considerato. Secondo il rapporto del 1904 di Roger Casement, un diplomatico britannico, sono individuabili quattro cause: le guerre indiscriminate, la fame, il calo delle nascite e le malattie. Nella regione imperava la malattia del sonno, che fu usata dal regime per giustificare il calo demografico: gli oppositori del regime di Leopoldo affermarono che fu il regime stesso a contribuire alla diffusione della malattia riattivando focolai tramite la modifica repentina delle condizioni di vita delle popolazioni indigene. In assenza di un censimento (il primo ebbe luogo nel 1924) è difficile quantificare le perdite del periodo; il rapporto del diplomatico britannico Casement del 1904 stimò che nel corso di dodici dei vent'anni di regime di Leopoldo vi furono 3 milioni di morti, Forbath stimò 5 milioni, mentre l'Encyclopædia Britannica definisce il calo di popolazione compreso fra gli 8 e i 30 milioni di persone. Adam Hochschild, in un'opera che ebbe una vasta diffusione, stimò il numero delle vittime da cinque milioni a otto milioni.

## Enclave di Lado
Nel 1894, il re Leopoldo firmò un trattato con il Regno Unito che concedeva una striscia di terra sul confine orientale dello Stato libero del Congo in cambio di un'area chiamata Enclave di Lado, che forniva l'accesso al Nilo ed estendeva la sfera di influenza dello Stato libero del Congo verso nord fino al Sudan. 
Nel 1910, in seguito all'annessione belga dello Stato Libero del Congo come Congo Belga e alla morte del sovrano belga nel dicembre 1909, le autorità britanniche rivendicarono l'Enclave secondo il trattato anglo-congolese sottoscritto nel 1894. Nel 1912 la metà meridionale dell'Enclave di Lado fu ceduta all'Uganda, allora protettorato britannico. 

## Il Congo belga

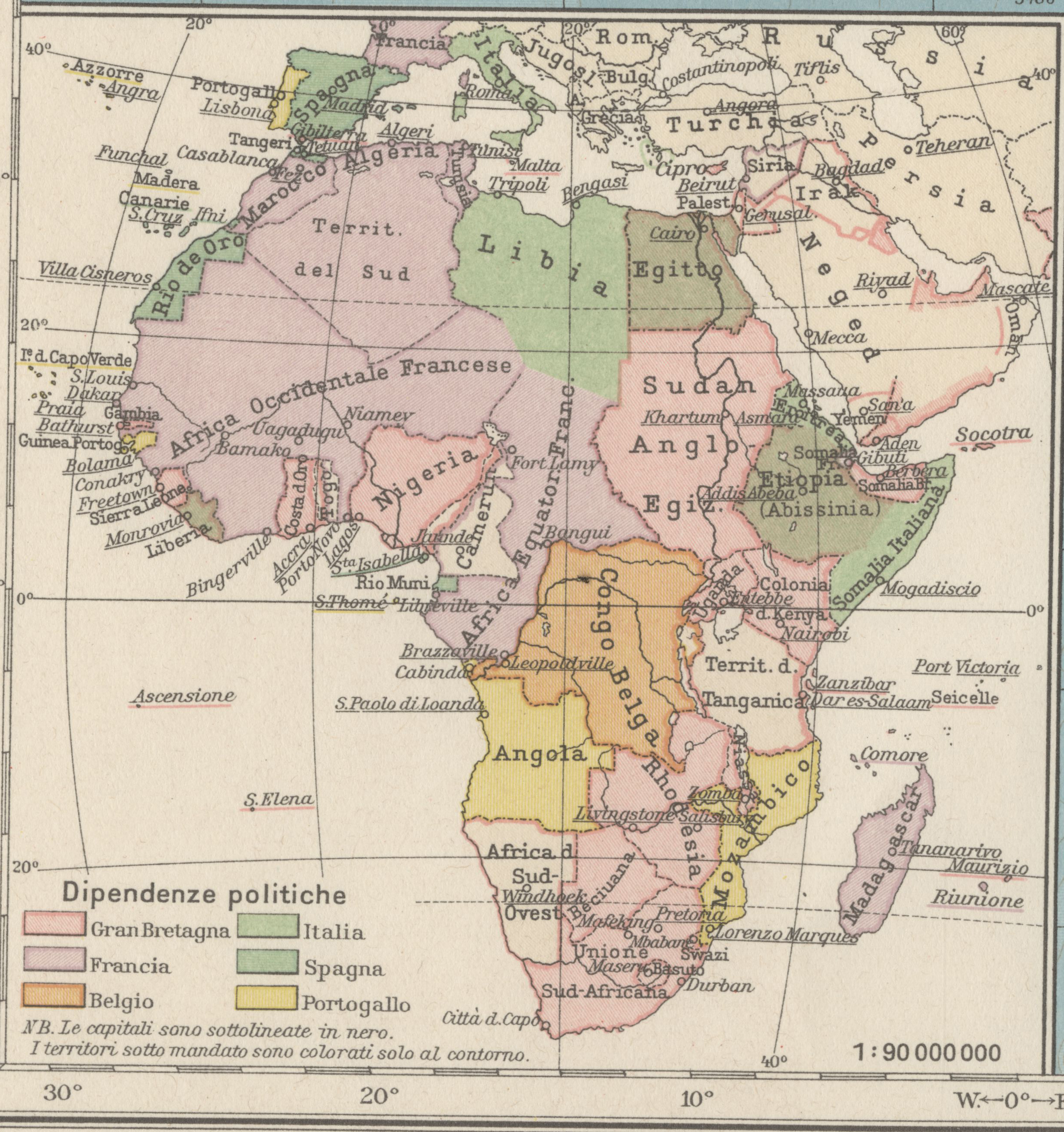
Mappa politica dell'Africa nel 1928; il Congo Belga è chiaramente visibile al centro

I debiti di Leopoldo, nonostante tutto, crebbero inesorabilmente fino all'inizio del boom della richiesta di gomma. In seguito ai nuovi utilizzi dei materiali (pneumatici, tubi, isolamento per cavi telegrafici e telefonici ecc) il prezzo aumentò vertiginosamente: ben presto il caucciù divenne la risorsa più redditizia del Congo, superando persino il prezioso avorio. L'anno culmine fu il 1903, quando il prezzo raggiunse il livello massimo e i profitti delle società concessionarie furono elevatissimi. Il boom della richiesta di gomma innescò la ricerca di produttori a costi inferiori e le concessionarie congolesi dovettero affrontare la concorrenza delle piantagioni di caucciù del sud-est asiatico e dell'America latina. Quando anche in altre aree tropicali iniziò la produzione di caucciù (spinta principalmente da aziende britanniche), il prezzo iniziò a calare. Nello Stato Libero del Congo i costi di mantenimento dei sistemi di controllo erodevano sempre di più i profitti; inoltre il metodo di raccolta stava riducendo le disponibilità di gomma.
L'aumento della concorrenza rese il regno di Leopoldo vulnerabile all'esame esterno, soprattutto britannico. Entrare nel paese era molto difficile, erano ammessi solo missionari belgi e ai dipendenti di origine europea era proibito lasciare il paese. Iniziarono a circolare voci sui metodi utilizzati da Leopoldo, che riuscì, tramite un'enorme campagna promozionale, a screditarle, creando persino una finta Commissione per la tutela dei nativi per sradicare gli "isolati" casi di abuso. Furono corrotti editori, i critici furono accusati di un complotto per incoraggiare le ambizioni coloniali di altri paesi e le testimonianze di missionari come William Henry Sheppard furono liquidate come tentativi protestanti di ledere l'onestà dei religiosi cattolici. Per un decennio Leopoldo riuscì a controllare la situazione.
Lo scossone arrivò quando un impiegato presso uno degli uffici di navigazione di Liverpool e giornalista part-time, E. D. Morel, iniziò a domandarsi come mai le navi che giungevano cariche di gomma dal Congo ripartissero cariche di armi per la Force Publique. Lasciò il lavoro e si dedicò a tempo pieno alle investigazioni (supportato da mercanti britannici desiderosi di rompere il monopolio di Leopoldo, oppure, come il milionario William Cadbury, coinvolti in scopi umanitari). Nel 1899 venne pubblicato Cuore di tenebra (Heart of darkness), il romanzo di Joseph Conrad basato sulla breve esperienza avuta 10 anni prima come comandante di una nave nel Congo. Nel 1903 Morel, sostenuto da alcuni membri della House of Commons, fece approvare una risoluzione che incaricava il governo britannico di indagare sulle presunte violazioni degli accordi di Berlino. Nel 1904 Sir Roger Casement, ai tempi console britannico, consegnò un lungo e dettagliato rapporto che fu reso pubblico. L'associazione britannica
Congo Reform Association, fondata da Morel con l'aiuto di Casement, richiese che si intervenisse e venne richiesto un incontro tra i 14 paesi firmatari per la revisione degli accordi di Berlino. Il parlamento belga, spinto dal leader socialista Emile Vandervelde, impose la creazione di una commissione di inchiesta indipendente che, nel 1905, nonostante gli sforzi di Leopoldo, confermò quanto contenuto nel rapporto Casement.
Leopoldo offrì di riformare il regime, ma pochi lo presero sul serio: tutti i firmatari erano concordi nella necessità di porre un termine immediato al regime congolese, benché nessuno considerasse di restituire il potere alle popolazioni locali. Il Belgio fu il candidato più plausibile, benché scettico, per subentrare nel governo del Congo; il dibattito durò due anni fino a quando furono indette delle elezioni sull'argomento e, nel frattempo, Leopoldo allargò il Domaine de la Couronne in modo da spremere tutti i possibili rimanenti profitti dal paese.
Il 15 novembre 1908, quattro anni dopo il Rapporto Casement e sei anni dopo la pubblicazione di Cuore di tenebra, il parlamento del Belgio rilevò l'amministrazione dello Stato Libero del Congo, che divenne il Congo Belga. Per Leopoldo e per i concessionari delle terre non fu di fatto una grande perdita, perché dopotutto Leopoldo era il re del Belgio e di conseguenza anche del Congo Belga; nel frattempo, superato il boom della gomma, i prezzi erano calati ad un livello tale da rendere l'estrazione di gomma dal Congo poco proficua.

## Le relazioni contemporanee tra Congo e Belgio

### Richieste di decolonizzazione dello spazio pubblico

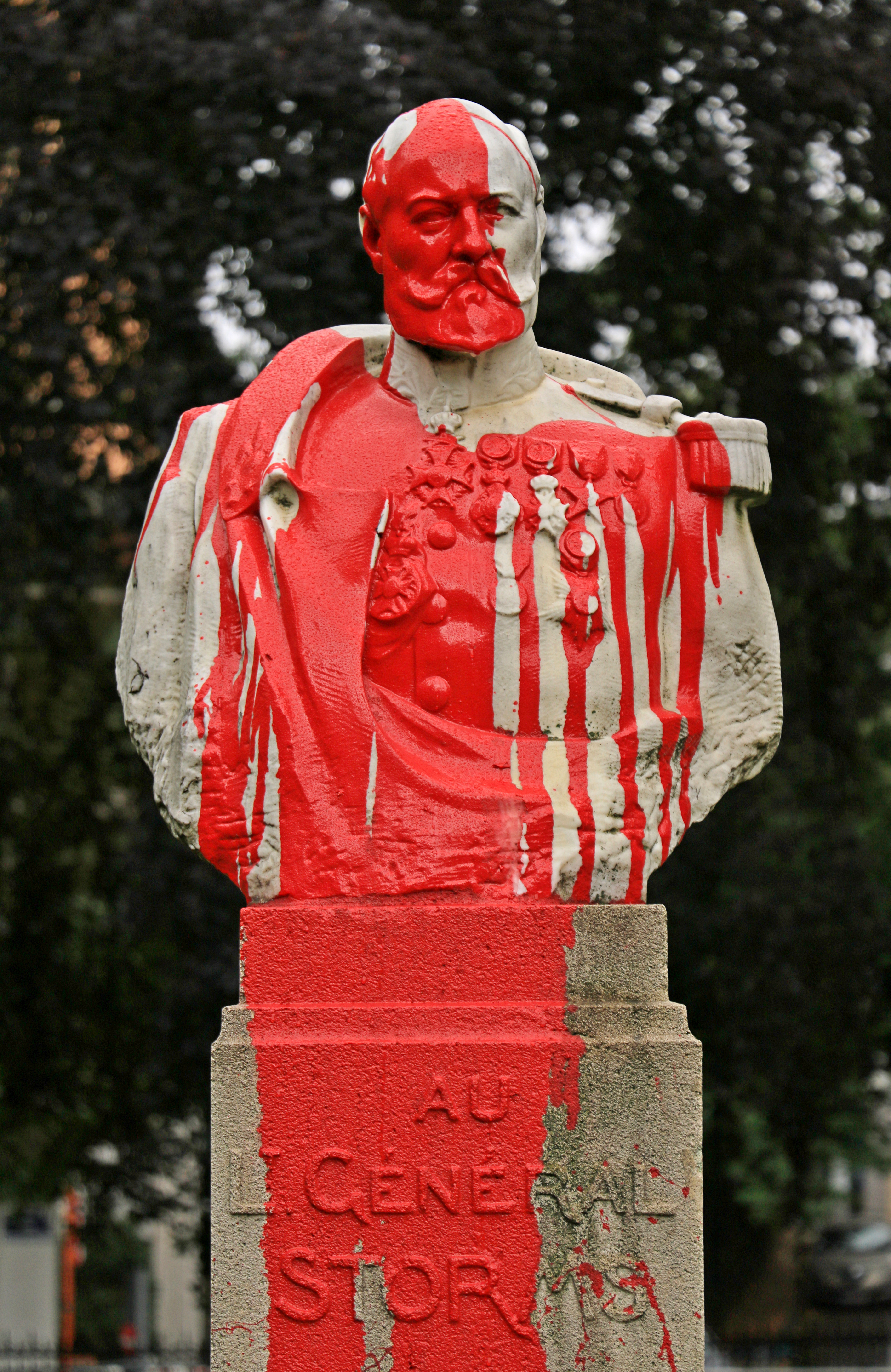
Il Monumento al Generale Storms a Bruxelles spruzzato di vernice rossa, giugno 2020.

Ci sono molti monumenti in Belgio che glorificano il passato coloniale belga. La maggior parte di essi risale al periodo tra le due guerre, all'apice della propaganda patriottica.
Ci sono state diverse proposte per rimuovere le statue dallo spazio pubblico. Queste richieste di decolonizzazione dello spazio pubblico appaiono in Belgio già nel 2004 a Ostenda, dove la mano di uno dei "congolesi grati" rappresentati sul monumento di Leopoldo II viene segata per denunciare le esazioni del re in Congo, e già nel 2008 a Bruxelles, dove un attivista di nome Théophile de Giraud ricopre la statua equestre di Leopoldo II con vernice rossa.
Queste azioni si sono intensificate negli anni 2010 con la nascita di gruppi d'azione, la pubblicazione di articoli sui giornali e infine la vicenda del busto di "General Storms".
Il culmine è raggiunto nel 2020 sulla scia delle manifestazioni contro il razzismo e la violenza della polizia dopo la morte di George Floyd, ucciso dalla polizia il 25 maggio 2020 a Minneapolis negli Stati Uniti. Il 4 giugno 2020, i partiti di maggioranza della regione di Bruxelles-Capitale hanno presentato una risoluzione volta a decolonizzare lo spazio pubblico nella regione di Bruxelles e poi hanno iniziato un'ondata di sequestri e degradazioni di statue, come le statue di Leopoldo II all'Università di Mons, Ekeren, Bruxelles, Auderghem, Ixelles e Arlon, del Generale Storms o il busto di re Baldovino davanti alla cattedrale dei Santi Michel e Gudule a Bruxelles.
- Persistenza di monumenti coloniali nello spazio pubblico

"Persistenza
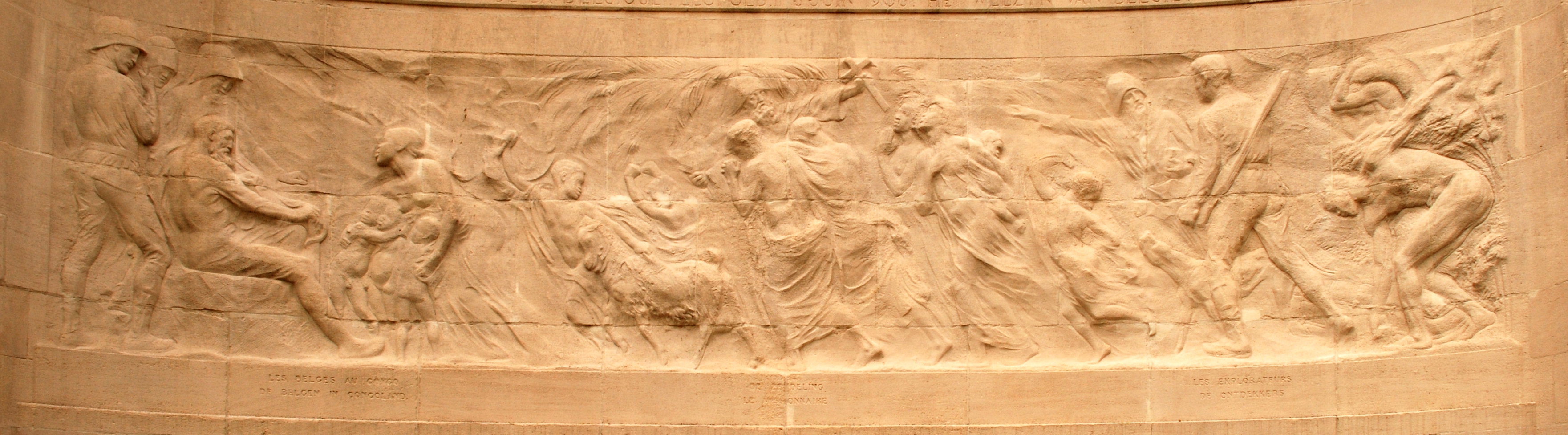
Fregio « Belgi in Congo » (Monumento ai pionieri belgi in Congo, Parco del Cinquantenario, Bruxelles.
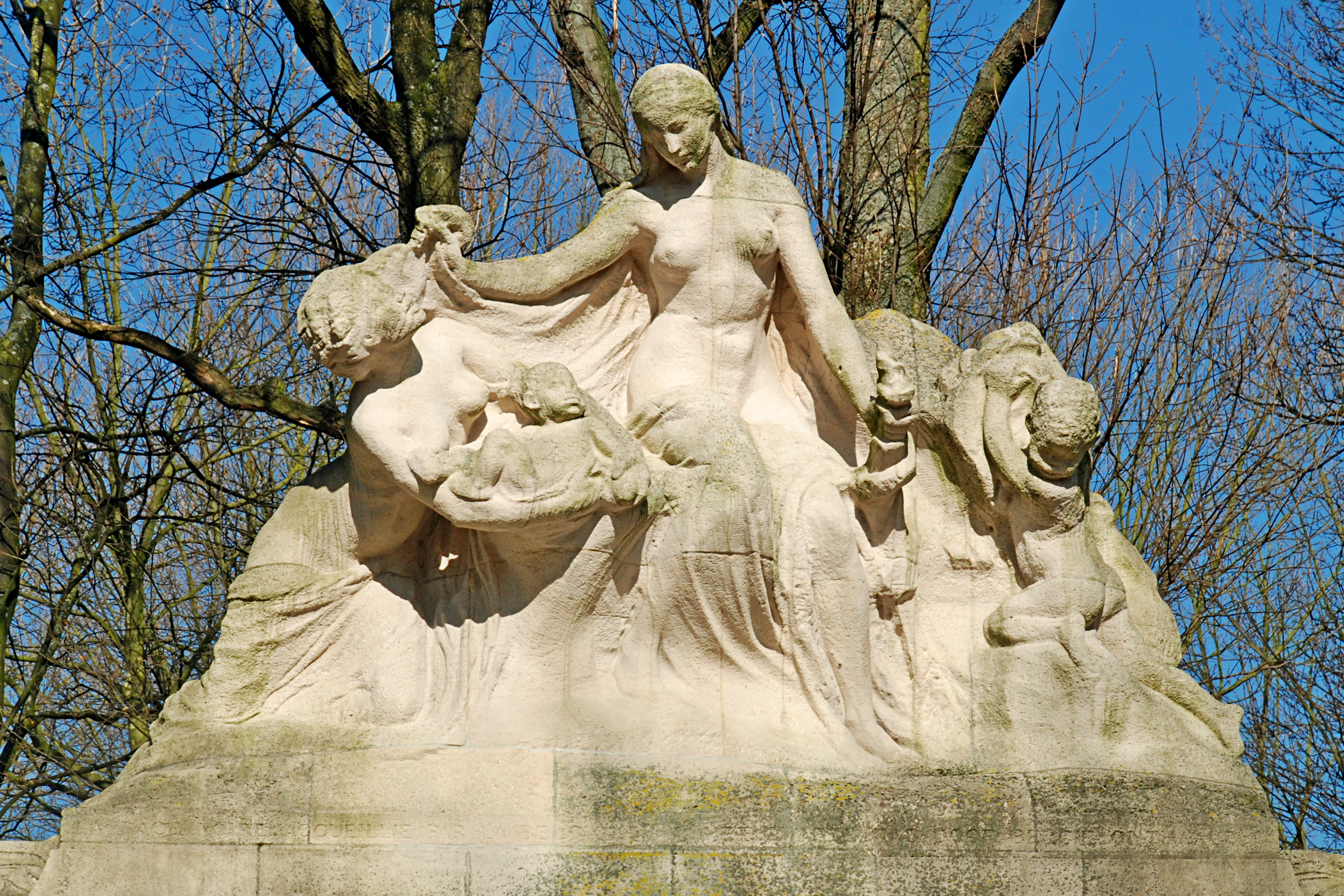
« La razza nera accolta dal Belgio » (Monumento ai pionieri belgi in Congo, Cinquantenario, Bruxelles).
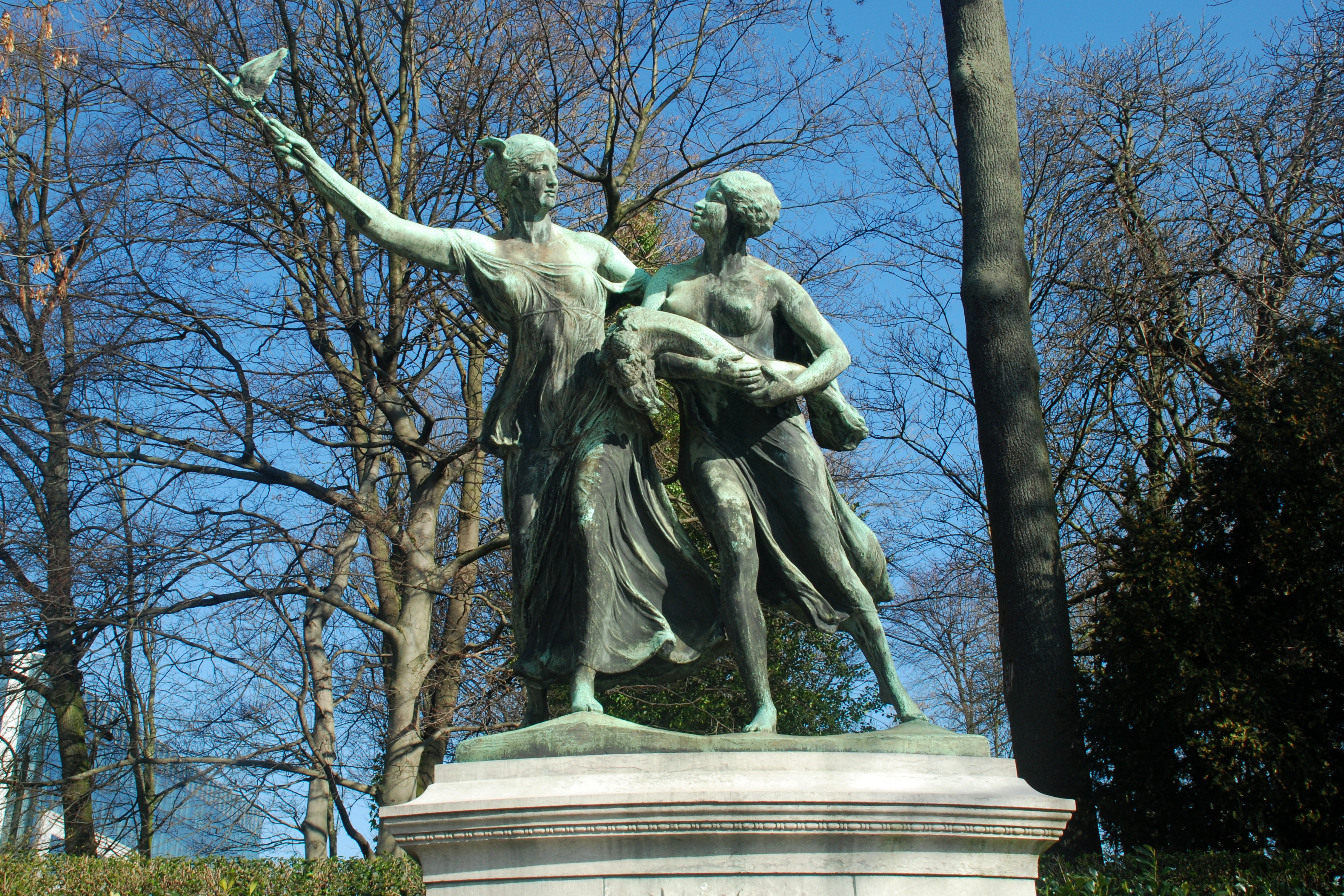
« Il genio belga guida il Congo » (Monument General Thys, Cinquantenario, Bruxelles).

### Le scuse reali
Il 30 giugno 2020, il re Filippo ha espresso il suo rammarico per il regno di Leopoldo II e poi del Belgio in Congo in una lettera al presidente congolese.